# Pedro Correia e Castro
Pedro Correia e Castro, primeiro barão com grandeza do Tinguá, (batizado em Paraíba do Sul, 20 de junho de 1786 – Vassouras, 2 de abril de 1869).
Filho de Pedro Correia e Castro (pai homônimo), natural de Minas Gerais, escrivão do Registro de Paraibuna, e de Mariana das Neves Correia, nascida em Pinheiro do Sumidouro, Minas Gerais, viúva de José de Pontes França.
Não casou, mas teve com a negra Laura, antiga escrava de sua mãe, filhos que reconheceu por testamento e os quais constituiu seus herdeiros universais.
Fundador da Santa Casa de Misericórdia de Vassouras.
Elevado a barão por decreto de 11 de outubro de 1848. O título faz referência à serra do Tinguá onde corre o rio Tinguá.